# Sune Andersson
Sune Isidor Andersson (Södertälje, 22 febbraio 1921 – Solna, 29 aprile 2002) è stato un calciatore e allenatore di calcio svedese.
Era soprannominato Mona-Lisa.

## Carriera

Sune Andersson

Nel 1950 venne acquistato dalla Roma. Nella squadra capitanata da Armando Tre Re arriva insieme ad altri due svedesi, Knut Nordahl e Stig Sundqvist. Dei tre fu quello che trova più spazio insieme a Sundqvist. Nella prima stagione in giallorosso colleziona trentasette presenze e sette reti, diplomandosi come secondo miglior cannoniere della stagione, preceduto dal connazionale Sundqvist che ne sigla nove. Nella seconda stagione nella squadra allenata da Giuseppe Viani viene spesso schierato nel tridente di centrocampo sulla fascia destra. In questa stagione racimola ventiquattro presenze e cinque gol, prima di essere ceduto all'IFK Eskilstuna.
Andersson vinse la medaglia d'oro alle Olimpiadi 1948 con la Nazionale di calcio della Svezia e partecipò ai Mondiali di calcio 1950.

## Palmarès

### Giocatore

#### Club
- Coppa di Svezia: 2

AIK: 1949, 1950
- Campionato italiano di Serie B: 1

Roma: 1951-1952

#### Nazionale
- Oro olimpico: 1

Londra 1948